# Pojazd półgąsienicowy

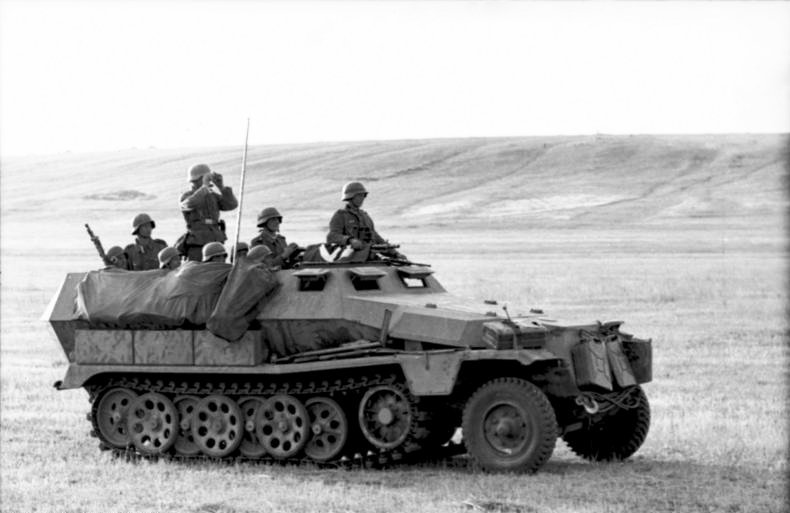
Sd.Kfz.251

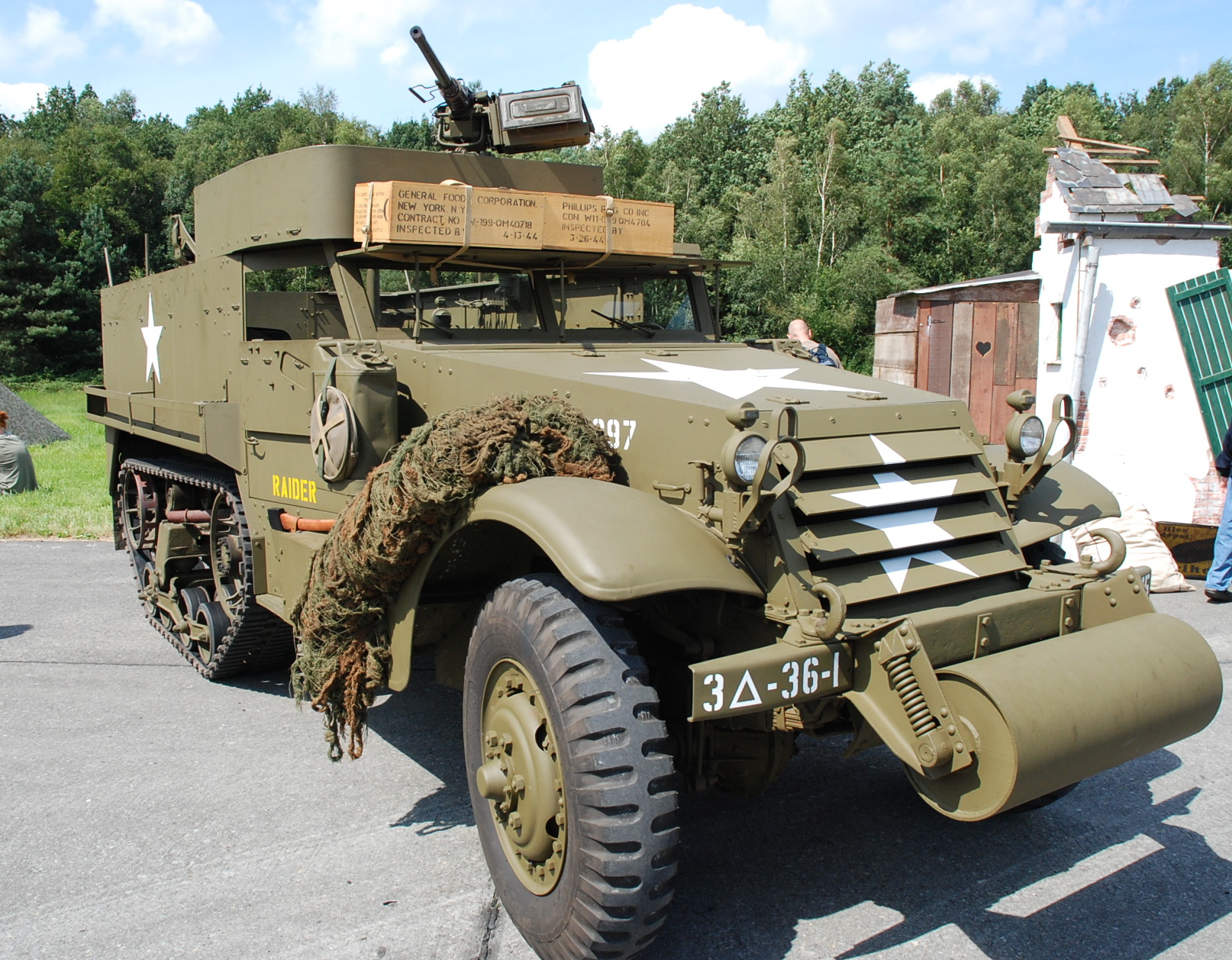
M3 Halftrack

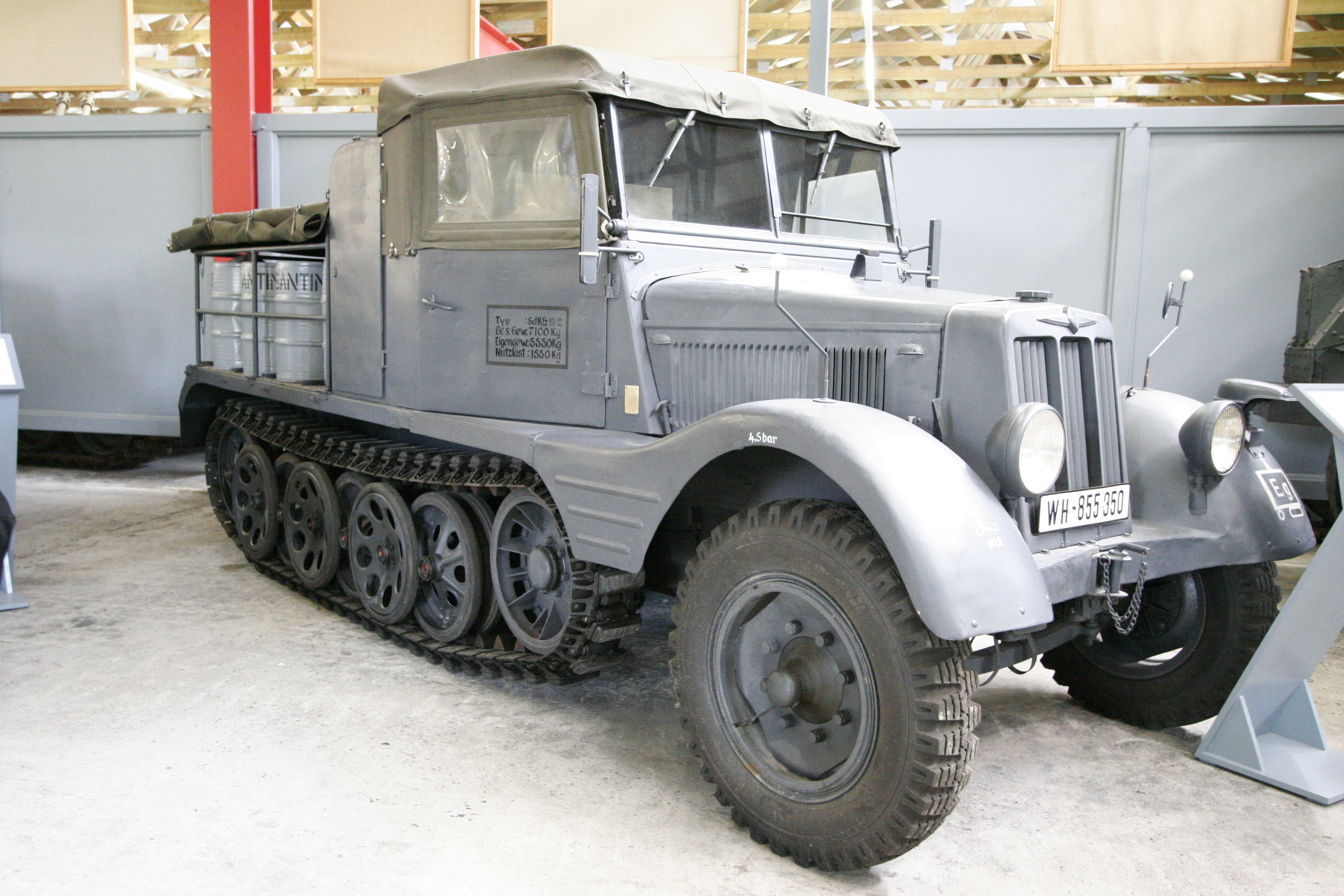
Sd.Kfz.11/2

Pojazd półgąsienicowy – pojazd mechaniczny o półgąsienicowym układzie jezdnym.
Pojazdy półgąsienicowe były na niewielką skalę konstruowane już podczas I wojny światowej. Przed II wojną światową i w jej trakcie powstały liczne konstrukcje pojazdów półgąsienicowych, szeroko używanych w czasie wojny. Charakteryzowały się lepszymi własnościami terenowymi, niż pojazdy kołowe, oraz były prostsze i tańsze od pojazdów gąsienicowych. Z racji własności terenowych, były one używane przede wszystkim dla zastosowań militarnych – jako ciągniki artyleryjskie, transportery opancerzone, samochody pancerne i ciężarówki terenowe, a czasem działa samobieżne (np. T19). Po II wojnie światowej zaprzestano budowy pojazdów półgąsienicowych na rzecz pojazdów gąsienicowych i pojazdów kołowych z większą liczbą osi napędzanych, o dobrych własnościach terenowych.

## Historia
Jako jeden z pierwszych pojazdy z półgąsienicowym układem jezdnym zaczął konstruować od 1909 francuski inżynier, działający w Rosji, Adolphe Kegresse. W 1915 roku w napęd Kegresse wyposażono partię ciężarówek Packard, używanych jako ambulansy. W 1919 roku skonstruowano w Rosji pierwsze półgąsienicowe samochody pancerne – Austin-Kegresse. W okresie I wojny światowej także w innych państwach wprowadzano półgąsienicowe ciągniki artyleryjskie i samochody ciężarowe, zwłaszcza w USA (Holt, Allis Chalmers) i Niemczech (Marienwagen).
Po 1917 roku Kegresse wyjechał do Francji i odtąd udoskonalał on tam swój wynalazek, konstruując długą serię ciągników artyleryjskich i „samochodów kawaleryjskich” Citroën-Kegresse. Pierwszym francuskim projektem Kegresse był mechanizm półgąsienicowy dla samochodu osobowego Citroën-Kegresse B2 10CV z 1921 roku. Pojazd ten został rozsławiony rajdami przez Saharę w 1922/23 roku oraz przez Afrykę w 1924/25 roku („Croisiere Noire”). Kolejna konstrukcja Citroën-Kegresse P17/P19 została rozreklamowana odbyciem rajdu przez Azję w 1931/32 roku („Croisiere Jaune”). Na ich bazie budowano pojazdy wojskowe, także cięższy ciągnik P14, ale były one promowane także dla zastosowań cywilnych, z innymi nadwoziami. Ostatnią i najbardziej popularną wersją francuskiego półgąsienicowego ciągnika artyleryjskiego był UNIC P107, bardziej znane były też lekkie samochody półgąsienicowe UNIC TU-1 i ciężkie ciężarówki terenowe SOMUA MCG. Na niewielką skalę rozwijano też we Francji półgąsienicowe samochody pancerne (produkowany seryjnie AMC P16).
Ciągniki Citroën-Kegresse (B2, P14, P17 i P19) używane były również od lat 20. w Polsce, opracowano też na ich bazie półgąsienicowy samochód pancerny wz. 28. W Polsce skonstruowano następnie własny półgąsienicowy ciągnik artyleryjski C4P, oparty na konstrukcji samochodu ciężarowego. Był on używany w 1939, a w opracowaniu były także dalsze konstrukcje (PZInż.202 i PZInż.222). Wkrótce po wojnie skonstruowano jeszcze prototyp ciężarówki półgąsienicowej SG-10 (na wzór niemieckiego Maultiera), lecz nie podjęto produkcji.
Przed II wojną światową na dużą skalę rozwinięto produkcję pojazdów półgąsienicowych w Niemczech. Skonstruowano tam całą gamę ciągników artyleryjskich, o różnej wielkości: Sd.Kfz.2 Kettenkrad, Sd.Kfz.10, 11, 6, 7, 8, 9 i sWS. Ponadto w napęd półgąsienicowy wyposażano kilka modeli ciężarówek, znanych jako Sd.Kfz.3 Maultier. W latach 1939–45 zbudowano ponad 15 000 szeroko używanych podczas wojny transporterów opancerzonych Sd.Kfz.251 i ponad 6000 mniejszego modelu Sd.Kfz.250. Na ich podwoziach budowano różne wersje specjalne, w tym działa samobieżne oraz samochody pancerne Sd.Kfz.250/9. Jeszcze w latach 60. w Czechosłowacji kontynuowano produkcję transporterów opancerzonych OT-810 opartych na zmodyfikowanej konstrukcji Sd.Kfz.251.
Na największą skalę produkowano półgąsienicowe wozy bojowe w USA. Począwszy od 1940 roku do końca wojny zbudowano tam około 40 tysięcy transporterów opancerzonych Half-track, w wersjach M3, M2, M5 i M9, oraz około 15 tysięcy opancerzonych pojazdów specjalnych na ich podwoziu, przede wszystkim dział samobieżnych. Wiele z tych pojazdów jest używanych do chwili obecnej w państwach Afryki i Ameryki Południowej.
Na niewielką skalę w półgąsienicowy układ jezdny, w czasie II wojny światowej, wyposażał również ciężarówki ZSRR (ZiS-42 i GAZ-60). Półgąsienicowe transportery pancerzone budowano w niewielkiej ilości także w Japonii (Typ 1 Ho-Ha).